# Chiesa di Santa Maria Liberatrice (Ancona)
La chiesa di Santa Maria Liberatrice è, probabilmente, la più piccola chiesa aperta al pubblico della città di Ancona. Fu edificata nel XVI secolo su un precedente edificio sacro del XIII secolo; fu il Comune e non le autorità ecclesiastiche a promuoverne la ricostruzione, come si evince dal civico stemma sovrastante il portale di accesso. È infatti una chiesa votiva, sorta cioè per voto popolare in seguito alla cessazione di un'epidemia di peste. Il nome "liberatrice" è dovuto proprio a ciò. È costituita da un'unica sala circolare trilobata e rimane l'unico esempio superstite di edificio sacro cinquecentesco di Ancona.
È situata in periferia, in una delle zone più panoramiche della città, ai confini del Parco Belvedere ed Eraclio Fiorani; si affaccia su piazza Padella, antica piazza centrale del quartiere di Posatora. La chiesa è legata alle vicende della Santa Casa di Loreto: secondo la tradizione, infatti, nel viaggio che ha accompagnato la Santa Casa da Nazaret fino alle Marche, gli angeli "posarono" le tre pareti della Santa Casa Nazaretana per nove mesi proprio dove oggi sorge la chiesetta dedicata al culto mariano. Da questo fatto, secondo la tradizione, prende il nome il quartiere di Posatora, dal latino posat et ora, cioè pòggiati (fermati) e prega. 
Fino a pochi anni fa l'episodio della sosta della Santa Casa di Loreto era ricordato da un'antica "iscrizione in un altarino a muro della chiesetta" che recitava: "Quita futa reposata la Madona de Loreta".
All'interno della chiesa erano esposti due dipinti di Lorenzo Lotto: San Rocco e San Sebastiano e San Francesco e San Giovanni Battista. Non ci sono notizie sul momento della loro dispersione e sulla loro collocazione attuale
La chiesa è stata per secoli sede parrocchiale. Dopo la frana del 1982, gli edifici che l'attorniavano sono stati demoliti ed essa sorge ora isolata tra un prato e la piazza antistante. Nelle funzioni di culto è stata sostituita dalla nuova chiesa omonima, più grande, sorta all'estremità meridionale del quartiere. Nell'antica chiesa continuano tuttavia a svolgersi celebrazioni particolari, segno che la comunità cattolica di Posatora non si è scordata delle proprie origini.
Santa Maria Liberatrice è stata consolidata e restaurata; non è stata però ripristinata la primitiva scalinata semicircolare, più armonica con l'architettura della chiesa, che nel dopoguerra era stata sostituita, per esigenze di traffico ormai superate, con una scalinata rettilinea.